# Tomás Accioli
Tomás Pompeu Pinto Accioli, mais conhecido como Tomás Accioli (Fortaleza, 30 de julho de 1868 — Fortaleza, 8 de fevereiro de 1941), foi um advogado, professor e político brasileiro. Foi senador pelo Ceará de 1909 a 1918, além de deputado federal e estadual.

## Biografia
Filho de Antônio Pinto Nogueira Acioly e de Maria Teresa Sousa Acióli. Seu pai, conhecido como Nogueira Acioly, foi presidente do Ceará de 1896 a 1900 e de 1904 a 1912; sua mãe era filha do senador Tomás Pompeu de Sousa Brasil, que ficou conhecido como Senador Pompeu. Seu irmão José Pompeu Pinto Accioli foi deputado federal pelo Ceará de 1921 a 1923 e senador pelo mesmo estado de 1923 a 1924.
Fez o curso secundário no Liceu do Ceará, em Fortaleza, concluindo-o em 1884. Ao transferir-se para Recife, matriculou-se na Faculdade de Direito do Recife, pela qual se bacharelou em dezembro de 1889, pouco depois da Proclamação da República. No  ano seguinte retornou à capital cearense como professor da Escola Normal. Em 1903 fundou, juntamente com outros intelectuais e políticos cearenses, a Faculdade de Direito do Ceará. Assumiu a segunda cadeira de direito internacional, mas logo se desvinculou dela para se dedicar à política.

## Vida política
Em fevereiro de 1892, o recém-empossado presidente do Ceará, major Benjamin Liberato Barroso, dissolveu o Congresso estadual, então composto por Assembleia Legislativa e Senado, como determinava a primeira Constituição republicana do estado. Em seguida, convocou uma nova Constituinte para fazer as alterações que julgava necessárias na Constituição cearense, que ainda não havia completado um ano de existência. Nesse novo contexto político, Tomás Pompeu Acióli foi eleito deputado estadual e participou dos trabalhos da segunda Constituinte, que elaborou uma nova Carta estadual, promulgada no dia 12 de julho de 1892. Reeleito em 1893, afastou-se do mandato em fevereiro de 1894 por ter sido nomeado secretário do Interior no governo de José Freire Bezerril Fontenelle (1892-1896). Exerceu esse cargo até julho de 1896, quando se encerrou o governo, e em seguida retornou à Assembleia Legislativa.
Em 1897 foi eleito deputado federal pelo Ceará. Assumiu sua cadeira na Câmara dos Deputados no Rio de Janeiro, então Distrito Federal, em  maio de 1897, e foi reeleito em 1900, 1903 e 1906. Integrou a Mesa Diretora da Câmara como segundo-secretário e segundo-vice-presidente. Exerceu o mandato até dezembro de 1908, quando se encerrou a legislatura.
No ano seguinte foi eleito senador da República pelo Ceará. Assumindo o mandato em maio, integrou a Comissão de Comércio, Agricultura, Indústria e Artes, e a Comissão de Redação de Lei. Reelegeu-se uma vez e permaneceu no Senado até janeiro de 1918. Em março desse mesmo ano  voltou a ser eleito deputado federal pelo Ceará, mandato que exerceu até dezembro de 1920. Foi mais uma vez eleito deputado federal em 1924  e permaneceu na Câmara até dezembro de 1926. Voltou a concorrer a uma cadeira na Assembleia Legislativa cearense nas eleições de março de 1930 e foi eleito. Assumiu seu mandato em maio seguinte, mas só permaneceu no Legislativo estadual até outubro, quando, com a vitória da Revolução de 1930, que levou Getúlio Vargas ao poder, foram fechados todos os órgãos legislativos do país.
Era casado com Suzete Brunschweiller, de ascendência suíça, com quem teve quatro filhos, entre eles Leilah Pompeu, que se casou com o poeta e diplomata Ronald de Carvalho.